# John Brinck
John Manning Brinck, ameriški veslač, * 16. september 1908, † 19. maj 1934.
Brinck je za Združene države Amerike nastopil kot član osmerca na Poletnih olimpijskih igrah 1928 v Amsterdamu. Ameriški čoln je tam osvojil zlato medaljo.  